# ピリカアイエア
ピリカアイエア（Pilikaʻaiea、Pili-auau、略称: Pili）はハワイのアリイ・ヌイ (Aliʻi Nui) 。 彼は主権者の王または首長であり、先住民の首長Kapawaを追放した。

## 名前

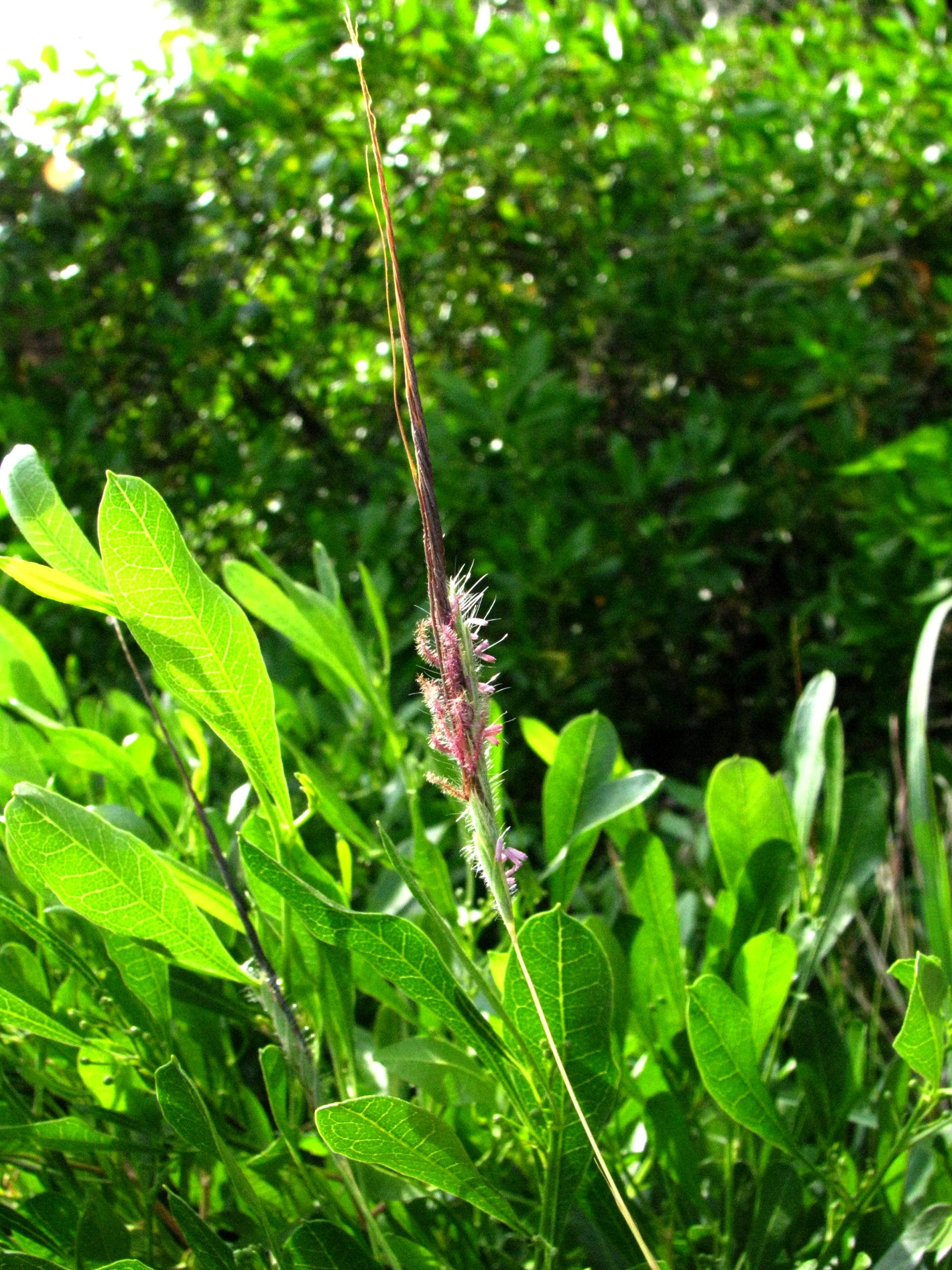
Pili — Heteropogon contortus

ハワイ語のピリは、ハワイ固有の種Heteropogon contortusの名前。 

## 経歴
ピリカアイエアはUlu lineのLanakawaiの「grandchild」と呼ばれた。彼は「Kahiki」（タヒチ）で生まれ育った。両親はLaʻauとKukamolimaulialohaで、ピリカアイエアの妻は妹のヒナ＝アウ＝ケケレ。 
ハワイの島の首長たちは、主に後輩の主流と不注意に結婚していたため、Kahuna PaʻaoはKahikiに行って、他の島の主流と競争できる純血の親relativeを見つけた。 彼はLonokaehoを連れて帰るように誘う聖歌を唱えている。 Lonokaehoは招待を断り、代わりにピリカアイエアを送った。ピリカアイエアは首長になり、国民の支持を勝ち取り、19世紀後半までウル路線でハワイの首長の祖先になった。
彼の後継者は、彼の子孫であるクコホウ族長。